# Idiocera (Idiocera) hainanensis
Idiocera (Idiocera) hainanensis is een tweevleugelige uit de familie steltmuggen (Limoniidae). De soort komt voor in het Oriëntaals gebied.